# Коржихина, Татьяна Петровна
Татья́на Петро́вна Коржи́хина (род. 30 апреля 1932, Москва — 22 мая 1994, там же) — советский и российский историк, специалист в области истории государственных учреждений, краеведения. Доктор исторических наук, профессор кафедры истории государственных учреждений и общественных организаций Московского государственного историко-архивного института (с 1991 года — Историко-архивного института Российского государственного гуманитарного университета).

## Биография
Родилась 30 апреля 1932 года в Москве (РСФСР, СССР).
В 1954 году окончила Московский государственный историко-архивный институт.
В 1964 году в МГИАИ защитила диссертацию на соискание учёной степени кандидат исторических наук. Тема – «Создание советской государственности и государственного аппарата в Якутии (1917–1922 гг.)».
В 1987 году в МГИАИ защитила диссертации на соискание учёной степени доктора исторических наук. Тема – «Общественные организации в СССР в переходный период от капитализма к социализму».
С 1954 по 1958 год – начальник архивного отдела МВД Якутской АССР. С 1958 по 1965 год – сотрудник ЦГА РСФСР.
C 1965 года – работа в МГИАИ (с 1991 года – ИАИ РГГУ): старший преподаватель, доцент, профессор.
Учёное звание – профессор (1990).
Скончалась 22 мая 1994 года в Москве. Похоронена на Пятницком кладбище.

## Сфера научных интересов
История России, история государственных учреждений, краеведение, историческая биография.

## Основные научные публикации

### Монографии
- История государственных учреждений СССР: материалы к источниковедению и историографии (1917—1990 гг.). — М.: РГГУ, 1992. — 250 с.
- Общественные организации в СССР: Материалы к источниковедению и историографии. — М.: РГГУ, 1992. — 179 с.
- История российской государственности. — М.: Интерпракс, 1995. — 352 с.
- Коржихина Т. П. (в соавт.) Извольте быть благонадёжны! — М.: РГГУ, 1997. — 372 с.
- Из нелегалов в коммерсанты: очерк о жизни и деятельности В. П. Ногина. — М., 2018.

### Справочник
- Коржихина Т. П. Высшие органы государственной власти и органы центрального управления РСФСР (1917-1967 гг.): Справочник. – М.: Главархив. 1971. – 624 с.

### Учебники
- Коржихина Т. П. История и современная организация государственных учреждений СССР. 1917–1972 гг.: Уч. пособие. – М.: 1974.
- Коржихина Т. П. Общественные организации СССР в 1917–1936 гг.: Уч. пособие. – М.: 1981. – 96 с.
- Коржихина Т. П. История государственных учреждений СССР: Учебник. – М.: Высшая школа, 1986. – 399 с.
- Коржихина Т. П. Советское государство и его учреждения: ноябрь 1917 г. – декабрь 1991 г.: Учебник. 2-е изд. – М.: РГГУ, 1994. – 418 с.

### Статьи
- Коржихина Т. П. Профсоюзы интеллигенции: борьба за демократическую интеллигенцию после Октября // Городские средние слои в Октябрьской революции и гражданской войне. – Тамбов, М.: 1984.
- Коржихина Т. П. Борьба с алкоголизмом в 20 – начало 30-х гг. // Вопросы истории. 1985. № 9.
- Коржихина Т. П. Народный комиссар торговли и промышленности В. П. Ногин // Первое советское правительство: Сб. статей. – М.: 1991.
- Коржихина Т. П. Рождение административно – командной системы управления // Административно-командная система управления: Проблемы и факты. – М.: РГГУ, 1992. С. 4–26.
- Коржихина Т. П. (в соавт.) Советская номенклатура: становление и механизм действия // Вопросы истории. 1993. № 7. С. 25–38.

### Воспоминания
«Не люблю всякую неточность… и мемуарную»: Воспоминания Т. П. Коржихиной / Вступ. ст. Т. М. Горяевой // Отечественные архивы. 1994. № 6. С. 72—84.

### Справочно-энциклопедические издания
- Коржихина Татьяна Петровна // Кто есть кто в РГГУ. Краткий биографический справочник. — М.: 1993. С. 130. — ISBN 5-7281-0116-X
- Коржихина Татьяна Петровна // Историки России. Кто есть кто в изучении отечественной истории. Биобиблиографический словарь / Сост. А. А. Чернобаев. — Саратов: Издательский центр Саратовского государственного социально-экономического университета. 2000. С. 256. — ISBN 5-855559-092-5
- Коржихина Татьяна Петровна // Историки России XX века: Биобиблиографический словарь / Сост. А. А. Чернобаев. — Саратов: Саратовский государственный социально-экономический университет. 2005. Т. 1. — ISBN 5-8739-438-1
- Коржихина Татьяна Петровна // Чернобаев А. А. Историки России конца ХІХ — начала XXI века: биобиблиографический словарь. В 3 т. — М.: Собрание, 2016. — Т. 1. С. 464. — ISBN 5-87409-438-1

### Воспоминания
- Архипова Т. Г. Предисловие // Российская государственность: традиции, преемственность, перспективы: Материалы II Чтений памяти профессора Т. П. Коржихиной 26-27 мая 1999 г. — М.: 1999. С. 9—10.
- Стрекопытов С. П., Сенин А. С. Кафедра истории государственных учреждений и общественных организаций: краткий очерк организации и деятельности, 1952—2002 гг. — М.: 2002. С. 5—6, 63, 65, 69—70, 76—77, 80, 82—88, 91—98, 100—103, 107, 109, 111, 114—115, 118—131, 136—142, 150—155, 159—164, 167, 170, 172, 179—186, 193, 208—221.
- Бахтурина А. Ю. Записные книжки Т. П. Коржихиной // Учителя учителей. Очерки и воспоминания. — М.: Изд. РГГУ, 2009. С. 125—130. — ISBN 978-5-7281-1099-6
- Архипова Т. Г. Памяти Т. П. Коржихиной // Государство и общество России в XX-XXI вв.: Новые исследования [Сб. статей]. — М.: РГГУ, 2013. С. 9—15
- Хорхордина Т. И. О лекторском мастерстве Татьяны Петровны Коржихиной // Государство и общество России в XX-XXI вв.: Новые исследования [Сб. статей]. — М.: РГГУ, 2013. С. 16—20
- Шаповалова Л. Д. Воспоминания об учителе // Государство и общество России в XX-XXI вв.: Новые исследования [Сб. статей]. — М.: РГГУ, 2013. С. 21—24.
- Шаповалова Л. Д. О научном творчестве профессора Т. П. Коржихиной // Вестник РГГУ. Серия «История. Филология. Культурология. Востоковедение». 2017. № 1 (13). С. 109—121.
- Архипова Т. Г. Татьяна Коржихина и её последняя книга // Новый исторический вестник. 2018.

## Научные мероприятия в память профессора Коржихиной Т. П.
- Российская государственность: опыт и перспективы изучения: Чтения памяти профессора Т. П. Коржихиной. Межвузовская научная конференция. — М.: 1995.
- Российская государственность: традиции, преемственность, перспективы: Материалы II Чтений памяти профессора Т. П. Коржихиной 26-27 мая 1999 г. — М.: Изд. центр РГГУ, 1999. — 315 с.[5]